# I Want You to Know
I Want You to Know is een nummer van de Duitse dj Zedd en de Amerikaanse zangeres Selena Gomez uit 2015. Het is de eerste single van Zedd's tweede studioalbum True Colors.
Het nummer werd wereldwijd een bescheiden hitje, met bijvoorbeeld een 39e positie in Duitsland en een 17e positie in de Amerikaanse Billboard Hot 100. In de Nederlandse Top 40 bereikte het nummer 30, en in de Vlaamse Ultratop 50 nummer 40.